# Серни ан Ланоа
Серни ан Ланоа (фр. Cerny-en-Laonnois) насеље је и општина у североисточној Француској у региону Пикардија, у департману Ен (Пикардија) која припада префектури Лаон.
По подацима из 2011. године у општини је живело 73 становника, а густина насељености је износила 10,11 становника/km². Општина се простире на површини од 7,22 km². Налази се на средњој надморској висини од 183 метара (максималној 194 m, а минималној 74 m).

## Демографија
| 1962. | 1968. | 1975. | 1982. | 1990. | 1999. | 2011. |
| ----- | ----- | ----- | ----- | ----- | ----- | ----- |
| 36    | 41    | 34    | 55    | 49    | 54    | 73    |

График промене броја становника у току последњих година